# Djedefptah
Djedefptah (Thamphtis) fou un suposat faraó egipci de la dinastia IV.
Manetó l'esmenta com a Thamphthis i li assigna 9 anys de regnat (segons l'Africà) o 48 anys (segons Eusebi). El papir de Torí té una llacuna sobre aquest nom i li dona dos anys igual que la llista de Saqqara, on els cartutxos del rei estan malmesos i fan la seva lectura impossible però sí que li donen dos anys. De les dades i teories emeses, encara no es pot assegurar res sobre aquest faraó.